# Franz Spunda
Franz Spunda (1. ledna 1890, Olomouc – 1. července 1963, Vídeň) byl rakouský spisovatel německo-moravského původu. Proslavil se narativní literaturou, kulturně-historickými esejemi, poezií, dramaty a překlady.

## Stručná charakteristika
Franz Spunda se nejprve proslavil jako autor "magických románů" (Devachan, 1921, Žlutý a bílý papež, 1923 aj.) a jako básník s okultními a mystickými vlivy (Hymny, 1919, Astralis, 1920 aj.). Brzy na sebe upozornil také jako překladatel Petrarky, Aretina, Leopardiho a Ossiana. Bylo to "zřeknutí se expresionismu, který se stal formálním a intelektuálním", což Spunda evokoval pod heslem "magického umění".
Poté, co se distancoval od svých literárních začátků, které se vyznačovaly esoterickou fantazií, pokračoval ve své práci ambiciózními cestopisnými popisy z Řecka, Itálie a Malé Asie (mj. Řecká cesta, 1926, nová vydání 1938 a 1956, Svatá hora Athos, 1928). Ty se odlišovaly od klasicistních i dionýských obrazů starověku a rozvíjely "hermetický" pohled na svět v doznívající záři archaických mystérií a byzantského náboženského odkazu.
Spundovo novinářské zaměření se postupně přesunulo k historickým románům (např. Mínós aneb Zrození Evropy, 1931, "Vizigótská trilogie": Wulfila, 1936, Alaric, 1937, Říše bez lidu, 1938) a kulturně-historickým esejům (např. Paracelsus, 1925, nové vydání 1941, Dějiny Medicejských, 1944). Zabýval se interpretací mytických tradic a dějinných procesů s "intelektuálně-politickým" významem pro současnost: pro Evropu na rozcestí, ale také pro svůj vlastní, hluboce otřesený národ, který v jeho očích potřeboval překonat svou dezorientaci v návratu ke znakům a procesům minulosti.